# 宮崎県の資格者配置路線
宮崎県の資格者配置路線（みやざきけんのしかくしゃはいちろせん）とは、交通誘導警備業務に関し、道路又は交通の状況により、公安委員会が道路における危険を防止するため必要と認める路線である。当該路線で交通誘導警備業務を実施するにあたっては、交通誘導警備業務を実施する場所ごとに、交通誘導警備業務1級検定又は2級検定の合格証明書の交付を受けた警備員を1名以上配置しなければならない。

## 告示・施行
- 2006年11月27日：告示　　宮崎県公安委員会公告第22号
- 2007年6月1日：施行

## 路線一覧
|    | 路線名                   | 区間         |
| -- | ------------------------ | ------------ |
| 1  | 国道10号                 | 宮崎県の全域 |
| 2  | 国道218号                | 宮崎県の全域 |
| 3  | 国道220号                | 宮崎県の全域 |
| 4  | 国道221号                | 宮崎県の全域 |
| 5  | 国道222号                | 宮崎県の全域 |
| 6  | 国道268号                | 宮崎県の全域 |
| 7  | 国道269号                | 宮崎県の全域 |
| 8  | 国道325号                | 宮崎県の全域 |
| 9  | 国道326号                | 宮崎県の全域 |
| 10 | 主要地方道宮崎島之内線   | 宮崎県の全域 |
| 11 | 主要地方道高岡郡司分線   | 宮崎県の全域 |
| 12 | 主要地方道日知屋財光寺線 | 宮崎県の全域 |
| 13 | 主要地方道稲葉崎平原線   | 宮崎県の全域 |
| 14 | 主要地方道南俣宮崎線     | 宮崎県の全域 |
| 15 | 主要地方道細島港線       | 宮崎県の全域 |
| 16 | 主要地方道都城霧島公園線 | 宮崎県の全域 |
| 17 | 県道財部庄内安久線       | 宮崎県の全域 |
| 18 | 県道飯野松山都城線       | 宮崎県の全域 |
| 19 | 県道木城高鍋線           | 宮崎県の全域 |
| 20 | 県道中村木崎線           | 宮崎県の全域 |
| 21 | 県道塩路佐土原線         | 宮崎県の全域 |
| 22 | 県道西麓小林線           | 宮崎県の全域 |